# Spanische Mannschaftsmeisterschaft im Schach 1993
Die spanische Mannschaftsmeisterschaft im Schach 1993 war die 37. Austragung dieses Wettbewerbes und wurde mit 26 Mannschaften ausgetragen. Meister wurde zum dritten Mal in Folge die Mannschaft von UGA Barcelona.

## Modus
Die 26 teilnehmenden Mannschaften spielten neun Runden im Schweizer System, die ersten fünf qualifizierten sich direkt für die Endrunde der spanischen Mannschaftsmeisterschaft 1994. Gespielt wurde an vier Brettern, über die Platzierung entschied die Anzahl der Brettpunkte (ein Punkt für einen Sieg, ein halber Punkt für ein Remis, kein Punkt für eine Niederlage), anschließend die Fortschrittswertung (Summe der nach jeder Runde erreichten Brettpunkte). 

## Termine und Spielort
Das Turnier wurde in Matalascañas ausgetragen.

## Abschlusstabelle
| Pl. | Verein                      | Sp | Brett-P.  | Fortschrittswert. |
| --- | --------------------------- | -- | --------- | ----------------- |
| 01. | UGA Barcelona (M)           | 9  | 26,0:10,0 | 133               |
| 02. | CA La Caja de Canarias      | 9  | 26,0:10,0 | 127,5             |
| 03. | CE Vulcà Barcelona          | 9  | 25,5:10,5 |                   |
| 04. | Centro Goya Las Palmas      | 9  | 21,5:14,5 | 114               |
| 05. | Moratalaz Madrid            | 9  | 19,0:17,0 | 101               |
| 06. | CAC Labradores Sevilla      | 9  | 19,0:17,0 | 99,5              |
| 07. | Rey Ardid Bilbao            | 9  | 19,0:17,0 | 90                |
| 08. | Oromana Guadaira            | 9  | 18,5:17,5 | 96                |
| 09. | C.A. Gambito Valencia       | 9  | 18,5:17,5 | 92,5              |
| 10. | Oberena Pamplona            | 9  | 18,5:17,5 | 89                |
| 11. | RC Regatas Santander        | 9  | 18,0:18,0 |                   |
| 12. | C.A. Las Dueñas Sevilla     | 9  | 18,0:18,0 |                   |
| 13. | RC Victoria Las Palmas      | 9  | 18,0:18,0 |                   |
| 14. | CA Endesa Ponferrada        | 9  | 17,5:18,5 |                   |
| 15. | C.A. Nigran                 | 9  | 17,0:19,0 |                   |
| 16. | Cajacanarias Santa Cruz     | 9  | 17,0:19,0 |                   |
| 17. | Stadium Casablanca Zaragoza | 9  | 17,0:19,0 |                   |
| 18. | Santa Margarita             | 9  | 16,5:19,5 |                   |
| 19. | Bolas de Plata Ceuta        | 9  | 16,5:19,5 |                   |
| 20. | Grupo Covadonga Gijón       | 9  | 16,0:20,0 |                   |
| 21. | C.A. San Francisco Badajoz  | 9  | 16,0:20,0 |                   |
| 22. | CA Telefónica Toledo        | 9  | 15,0:21,0 |                   |
| 23. | O.N.C.E.                    | 9  | 14,0:22,0 |                   |
| 24. | C.A. Callhorano             | 9  | 14,0:22,0 |                   |
| 25. | Casino Archena Murcia       | 9  | 13,5:22,5 |                   |
| 26. | C.A. Fuente Agria           | 9  | 12,5:23,5 |                   |

### Entscheidungen
|     | spanischer Mannschaftsmeister: UGA Barcelona |
|     | qualifiziert für die Endrunde der spanischen Mannschaftsmeisterschaft 1994: UGA Barcelona, CA La Caja de Canarias, CE Vulcà Barcelona, Centro Goya Las Palmas, Moratalaz Madrid |
| (M) | Titelverteidiger |

## Die Meistermannschaft
| 1.            | UGA Barcelona                                                                                   |
| Schachfiguren | Miguel Illescas Córdoba, József Pintér, Jordi Magem Badals, Francisco Javier Ochoa de Echagüen. |